# La Cassette rouge
La Cassette rouge  —  The Red Box  dans l'édition originale américaine — est un roman policier américain de Rex Stout, publié en 1937. C’est le quatrième roman de la série policière ayant pour héros Nero Wolfe et son assistant Archie Goodwin.

## Historique
Le roman est d’abord publié en  feuilleton dans cinq livraisons du mensuel The American Magazine de décembre 1936 à avril 1937. Il paraît en volume en avril 1937 chez Farrar & Rinehart.

## Résumé
En ce lundi 30 mars 1936, Archie Goodwin se plaint que, depuis trois mois, personne n'ait venu soumettre à Nero Wolfe une seule enquête digne de ce nom. Or, ce jour-là, se présente Llewellyn Frost, un client peu commun. Une semaine auparavant, Molly Lauck, employée à la société styliste Boyden MacNair, est retrouvée morte après avoir mangé une amande empoisonnée dans une boîte où d'autres personnes, dont la cousine Helen de Llewellyn Frost, avaient également pioché des bonbons. Or, seules les amandes donnaient la mort. 
Frost embauche Wolfe, mais, chose impensable, il exige que le gros détective sorte de chez lui pour mener l'enquête sur place, et il arrive à ses fins en produisant une lettre, en forme de supplique, signée par les plus renommés spécialistes en orchidées. Or, le passe-temps favori de Nero Wolfe est de s'occuper, sur le toit de son appartement new-yorkais, à cultiver les plus rares spécimens de ces coûteuses et capricieuses fleurs.
À la société Boyden MacNair, Wolfe, flanqué de Goodwin, interroge tous et chacun. Il déduit bientôt que Helen Frost était la victime souhaitée du meurtrier, puisque la jeune femme doit hériter à sa majorité, qu'elle atteindra au début de mai, d'une considérable fortune. Mais la présence d'une mystérieuse cassette rouge remplie de bijoux vient complexifier l'affaire à tel point que Llewellyn Frost, son père Dudley, ainsi que Calida, la mère d'Helen, veulent que Nero Wolfe laisse tomber l'enquête. Mais c'est mal connaître le pachyderme détective que de croire qu'on peut se débarrasser de lui et le retourner à son appartement après l'en avoir fait sortir contre sa volonté...

## Éditions
Édition originale en anglais
- (en) Rex Stout, The Red Box, New York, Farrar & Rinehart, 1937

Éditions françaises
- (fr) Rex Stout (auteur) et Edmond Michel-Tyl (traducteur), La Cassette rouge [«  The Red Box  »], Paris, Fayard, coll. « L’Homme aux orchidées no 6 », 1949, 221 p. (BNF 32449201)
- (fr) Rex Stout (auteur) et Edmond Michel-Tyl (traducteur), La Cassette rouge [«  The Red Box  »], Paris, Librairie des Champs-Élysées, coll. « Le Club des Masques no 208 », 1974, 249 p. (ISBN 2-7024-0021-3, BNF 35147389)
- (fr) Rex Stout (auteur) et Edmond Michel-Tyl (traducteur), La Cassette rouge [«  The Red Box  »], Paris, Rivages, coll. « Rivages/Mystère no 3 », 1988, 218 p. (ISBN 2-86930-139-1, BNF 34939639)
- (fr) Rex Stout (auteur) et Pascal Aubin (traducteur) (trad. de l'anglais), La Cassette rouge [«  The Red Box  »], « in » Rex Stout, vol. 1, Paris, Librairie des Champs-Élysées, coll. « Les Intégrales du Masque », 1996, 944 p. (ISBN 2-7024-2422-8, BNF 35852905)
  - Ce volume omnibus réunit les romans suivants dans des traductions intégrales pour la première fois en français : Fer-de-lance, Les Compagnons de la peur, La Bande élastique, La Cassette rouge

## Adaptations à la télévision
- 1969 : Veleno in sartoria, saison 1, épisode 1 de la série télévisée italienne Nero Wolfe, réalisé par Giuliana Berlinguer, d’après le roman La Cassette rouge, avec Tino Buazzelli dans le rôle de Nero Wolfe, et Paolo Ferrari dans celui d’Archie Goodwin.
- 2012 : La scatola rossa, saison 1, épisode 7 de la série télévisée italienne Nero Wolfe, réalisé par Riccardo Donna, d’après le roman La Cassette rouge, avec Francesco Pannofino dans le rôle de Nero Wolfe, et Pietro Sermonti dans celui d’Archie Goodwin.

## Sources
- André-François Ruaud. Les Nombreuses Vies de Nero Wolfe - Un privé à New York, Lyon, Les moutons électriques, coll. Bibliothèque rouge, 2008  (ISBN 978-2-915793-51-2)
- J. Kenneth Van Dover. At Wolfe's Door: The Nero Wolfe Novels of Rex Stout, 2e édition, Milford Series, Borgo Press, 2003  (ISBN 0-918736-51-X).